# Aygün Kazımova
Aygün Kazımova  (n. 26 ianuarie 1971) este o cântăreață Azerbaidjan de muzică pop și actriță, născută și crescută în Azerbaidjan.

## Discografie
- Ömrüm-günüm  (1997)
- Göz yașımı yar silə (1998)
- Ah Vətən! (1998)
- Təkcə səni sevdim (1999)
- Aygün (2000)
- Sevdim (2001)
- Sevgi gülləri (2003)
- Son söz (2004)
- Sevdi ürək (Namık Karaçukurlu ile) (2004)
- Sevərsənmi? (2005)
- Aygün Kazımova, Vol. 1 (2008)
- Aygün Kazımova, Vol. 3 (2008)
- Aygün Kazımova, Vol. 4 (2008)
- Estrada, Vol. 2 (2008)
- Estrada, Vol. 3 (2008)
- Estrada 2, Vol. 1 (2008)
- Estrada (2008)
- Coffee from Colombia  (2014)